# Trichoniscus aphonicus
Trichoniscus aphonicus är en kräftdjursart som beskrevs av Borutzkii 1977B. Trichoniscus aphonicus ingår i släktet Trichoniscus och familjen Trichoniscidae.

## Underarter
Arten delas in i följande underarter:
- T. a. abchasicus
- T. a. aphonicus
- T. a. codoricus